# Helicia cauliflora
Helicia cauliflora là một loài thực vật có hoa trong họ Quắn hoa. Loài này được Merr. miêu tả khoa học đầu tiên năm 1938.